# 아리수별곡
《아리수별곡》은 1986년 9월 9일에 KBS 1TV에서 방영된 한강종합개발 준공 기념 특집드라마이다.

## 줄거리
한강에서 태어나고 성장한 거룻배 어부인 강재웅은 한강 유역을 삶의 터전으로 삼으면서 인근 어촌 주민들과 함께 한강에서 물고기를 잡고 있었다. 강재웅은 6·25 전쟁 도중에 한강 유역에서 밀려오던 피난민들을 실어나르던 도중에 총탄에 맞으면서 한 쪽 다리를 쓸 수 없게 된다. 강재웅은 전쟁이 끝난 이후에 아이들이 태어나면서 한강에서 다시 물고기를 잡게 된다. 하지만 1960년대부터 1970년대 사이에 산업화가 진행되면서 한강은 죽어가게 되고 강재웅은 한강을 살리기 위한 사투를 벌이게 된다.

## 출연진
- 선우재덕
- 임동진
- 장순천
- 사미자
- 박혜숙
- 노영화
- 이종만
- 문오장